# NGC 754
NGC 754 (również PGC 7068) – galaktyka eliptyczna (E), znajdująca się w gwiazdozbiorze Erydanu. Odkrył ją John Herschel 27 października 1834 roku.